# Rabiu Ibrahim
Rabiu Ibrahim (Kano, 15 maart 1991) is een Nigeriaans betaald voetballer die bij voorkeur als aanvallende middenvelder speelt. Sinds 2017 komt hij uit voor Slovan Bratislava. Ibrahim werd in 2007 wereldkampioen met Nigeria onder 17 en won daarmee ook de Africa Cup. Met Nigeria onder 20 werd hij derde op de Africa Cup 2009.

## Carrière

### Jeugd
Ibrahim speelde vanaf zijn vijftiende in de jeugd bij Gateway United FC, nadat hij eerder alleen in straatteams voetbalde. In 2007 werd hij opgenomen in de jeugdopleiding van Sporting Lissabon.

### Real Sport Clube
Sporting Lissabon verhuurde hem in het seizoen 2009/10 aan Real Sport Clube in de Portugese derde divisie, waar hij zijn seniorendebuut maakte. In het eerste elftal van Sporting verscheen hij nooit, onder meer omdat de aanvoerder van het team op dezelfde positie speelde als Ibrahim. De man die hem naar de Portugese club haalde, was bovendien ook vertrokken.

### PSV Eindhoven
In de zomer van 2010 verliet Ibrahim Real Sport Clube. Hij liep vervolgens stage bij VVV-Venlo en vanaf december 2010 op voorspraak van Jan Poortvliet bij Telstar. Ondanks dat hij een goede indruk maakte op de plaatselijke beleidsbepalers, kwam het niet tot een contract. Het ontbrak de clubs aan voldoende financiële middelen om hem een contract van minimaal 264.000 euro per jaar te geven, het minimum dat hij als speler van buiten de EU reglementair moest verdienen. Daarop legde PSV hem in maart 2011 na een stage wel vast. Op 22 april 2011 waren al Ibrahims papieren in orde gemaakt, inclusief zijn werkvergunning. Enkele dagen later trainde hij voor het eerst mee met de selectie van PSV.
Ibrahim debuteerde op 28 augustus 2011 in de hoofdmacht van PSV in de thuiswedstrijd tegen SBV Excelsior. Hij viel in voor Zakaria Labyad. Op 21 september 2011 scoorde hij zijn eerste officiële doelpunt voor PSV. In een uitwedstrijd bij VVSB in de tweede ronde van de KNVB beker 2011/12 maakte hij de 0-8, wat tevens de eindstand was. Op 26 december 2011 maakte PSV bekend dat het contract van Ibrahim in onderling overleg per direct ontbonden werd. Bij het tekenen van het contract had de Eindhovense club al een clausule opgenomen, waarin het ontbinden van het contract tot de mogelijkheden behoorde.

### Celtic Glasgow
In januari 2012 tekende Rabiu na een stage bij het Schotse Celtic FC een contract voor 3,5 jaar. Uiteindelijk speelde Rabiu slechts eenmaal in competitieverband voor Celtic.

### Kilmarnock FC
Op 2 januari 2013 tekende hij een tweejarig contract bij Kilmarnock FC. Voor deze club kwam Ibrahim 16 keer in actie in competitieverband.

### AS Trenčín
Tussen 2014 en 2016 speelde Rabiu in Slowakije voor AS Trenčín. In totaal speelde hij 61 wedstrijden voor Trenčín, waarin hij 11 doelpunten maakte en 9 assists gaf. In het seizoen 2015/16 werd Rabiu met Trenčín zowel landskampioen als bekerwinnaar.

### KAA Gent
Op 30 augustus 2016 werd bekend dat hij een driejarig contract had getekend bij KAA Gent. Hij kwam er voor het eerst in actie tijdens de competitiewedstrijd thuis tegen KSC Lokeren, die met 3-0 gewonnen werd. Hij viel in de 78ste minuut in voor Thomas Matton. Uiteindelijk kwam Rabiu in het seizoen 2016/17 slechts in acht wedstrijden in actie voor Gent.

### Slovan Bratislava
Na één seizoen bij Gent keerde Rabiu in 2017 terug naar Slowakije om er voor Slovan Bratislava te spelen. De transfersom bedroeg één miljoen euro, wat hem de duurste inkomende transfer ooit in Slowakije maakte. Rabiu tekende er een contract voor vier seizoenen.

### Nigeria
Rabiu werd in 2015 voor het eerst opgeroepen voor het Nigeriaans voetbalelftal, waarvoor hij op 11 januari 2015 zijn debuut maakte in de met 1-0 verloren uitwedstrijd tegen het Ivoriaans voetbalelftal. Hierin speelde hij 90 minuten mee. Later dat jaar speelde Rabiu nog vier interlands, waarvan de 21 minuten tegen Swaziland zijn enige officiële zijn, de overige wedstrijden waren oefenwedstrijden.

## Statistieken
| Seizoen         | Club               | Land               | Competitie                       | Competitie | Competitie | Beker | Beker | Andere | Andere | Internationaal | Internationaal | Totaal | Totaal |
| Seizoen         | Club               | Land               | Competitie                       | Wed.       | Dlp.       | Wed.  | Dlp.  | Wed.   | Dlp.   | Wed.           | Dlp.           | Wed.   | Dlp.   |
| --------------- | ------------------ | ------------------ | -------------------------------- | ---------- | ---------- | ----- | ----- | ------ | ------ | -------------- | -------------- | ------ | ------ |
| 2009/10         | Sporting Lissabon  | Vlag van Portugal  | SuperLiga                        | 0          | 0          | 0     | 0     | 0      | 0      | 0              | 0              | 0      | 0      |
| 2009/10         | → Real Sport Clube | Vlag van Portugal  | Segunda Divisão Portuguesa (III) | 0          | 0          | 0     | 0     | 0      | 0      | 0              | 0              | 0      | 0      |
| 2010/11         | PSV                | Vlag van Nederland | Eredivisie                       | 0          | 0          | 0     | 0     | 0      | 0      | 0              | 0              | 0      | 0      |
| 2011/12         | PSV                | Vlag van Nederland | Eredivisie                       | 2          | 0          | 2     | 1     | 0      | 0      | 0              | 0              | 4      | 1      |
| 2011/12         | Celtic FC          | Vlag van Schotland | Scottish Premier League          | 1          | 0          | 0     | 0     | 0      | 0      | 0              | 0              | 1      | 0      |
| 2012/13         | Celtic FC          | Vlag van Schotland | Scottish Premier League          | 0          | 0          | 1     | 0     | 0      | 0      | 0              | 0              | 1      | 0      |
| 2012/13         | Kilmarnock FC      | Vlag van Schotland | Scottish Premier League          | 6          | 0          | 0     | 0     | 0      | 0      | 0              | 0              | 6      | 0      |
| 2013-14         | Kilmarnock FC      | Vlag van Schotland | Scottish Premier League          | 10         | 0          | 1     | 0     | 0      | 0      | 0              | 0              | 11     | 0      |
| 2014-15         | AS Trenčín         | Vlag van Slowakije | Fortuna Liga                     | 17         | 4          | 4     | 1     | 0      | 0      | 0              | 0              | 21     | 5      |
| 2015-16         | AS Trenčín         | Vlag van Slowakije | Fortuna Liga                     | 26         | 5          | 5     | 0     | 0      | 0      | 2              | 0              | 33     | 5      |
| 2016-17         | AS Trenčín         | Vlag van Slowakije | Fortuna Liga                     | 3          | 1          | 0     | 0     | 0      | 0      | 4              | 0              | 7      | 1      |
| 2016-17         | KAA Gent           | Vlag van België    | Jupiler Pro League               | 4          | 0          | 1     | 0     | 0      | 0      | 3              | 0              | 8      | 0      |
| 2017-18         | Slovan Bratislava  | Vlag van Slowakije | Fortuna Liga                     | 21         | 1          | 3     | 0     | 0      | 0      | 0              | 0              | 24     | 1      |
| 2018-19         | Slovan Bratislava  | Vlag van Slowakije | Fortuna Liga                     | 8          | 0          | 1     | 0     | 0      | 0      | 4              | 0              | 13     | 0      |
| 2019-20         | Slovan Bratislava  | Vlag van Slowakije | Fortuna Liga                     | 18         | 1          | 4     | 0     | 0      | 0      | 6              | 0              | 28     | 1      |
| 2020-21         | Slovan Bratislava  | Vlag van Slowakije | Fortuna Liga                     | 22         | 2          | 5     | 0     | 0      | 0      | 1              | 0              | 28     | 2      |
| 2021-22         | Slovan Bratislava  | Vlag van Slowakije | Fortuna Liga                     | 1          | 0          | 0     | 0     | 0      | 0      | 2              | 0              | 3      | 0      |
| Carrière totaal | Carrière totaal    | Carrière totaal    | Carrière totaal                  | 139        | 14         | 27    | 2     | 0      | 0      | 22             | 0              | 187    | 16     |

Bijgewerkt tot 24 juli 2021.